# 呂厄岩
呂厄岩（英語：Ryge Rocks），是南極洲的岩石，位於奧拉夫岩以東，屬於帕默群島的一部分，由英國探險隊拍攝照片，該岩石現時由南極條約體系管理。